# جان بو بيترسن
جان بو بيترسن (بالدنماركية: Jan Bo Petersen )‏ (و. 1970  م) هو راكب دراجة هوائية دنماركي، شارك في الألعاب الأولمبية الصيفية 1992، والألعاب الأولمبية الصيفية 1996.

## روابط خارجية
- جان بو بيترسن على موقع أرشيف الدراجات (الإنجليزية)
- جان بو بيترسن على موقع إحصائيات الدراجات الإحترافية (الإنجليزية)
- جان بو بيترسن على موقع أوليمبيديا (الإنجليزية)